# Грустный ритм (мультфильм, 1931)
«Грустный ритм» (англ. Blue Rhythm) — чёрно-белый американский короткометражный анимационный фильм 1931 года. Это 31-й короткометражный мультфильм о Микки Маусе, 7-й мультфильм того года.

## Роли озвучивали
- Микки Маус: Уолт Дисней
- Минни Маус: Марцеллит Гарнер[3]

## Критика
Variety (8 марта 1932 г.): «Никакого рассказа в мультфильме нет, но он и не нужен. Мультфильм начинается с того, что Микки у пианино отбивает номер, а Минни скорее портит его своим пением. Начинается концерт. Мультяшная работа наложена на отличную музыкальную программу».

## Выпуск
- 1931 — Оригинальный театральный выпуск
- 1998 — Клуб Ink & Paint, серия # 44 «Музыкальный Микки» (ТВ)
- 2002 — «Сокровища Уолта Диснея: Микки Маус в чёрно-белом» (DVD)

## Награды
- Микки Маус получил звезду на аллее славы в Голливуде.
- В 1932 году Уолт Дисней получил Премию «Оскар» за выдающиеся заслуги в кинематографе — За создание Микки Мауса.